# Damenverbindung

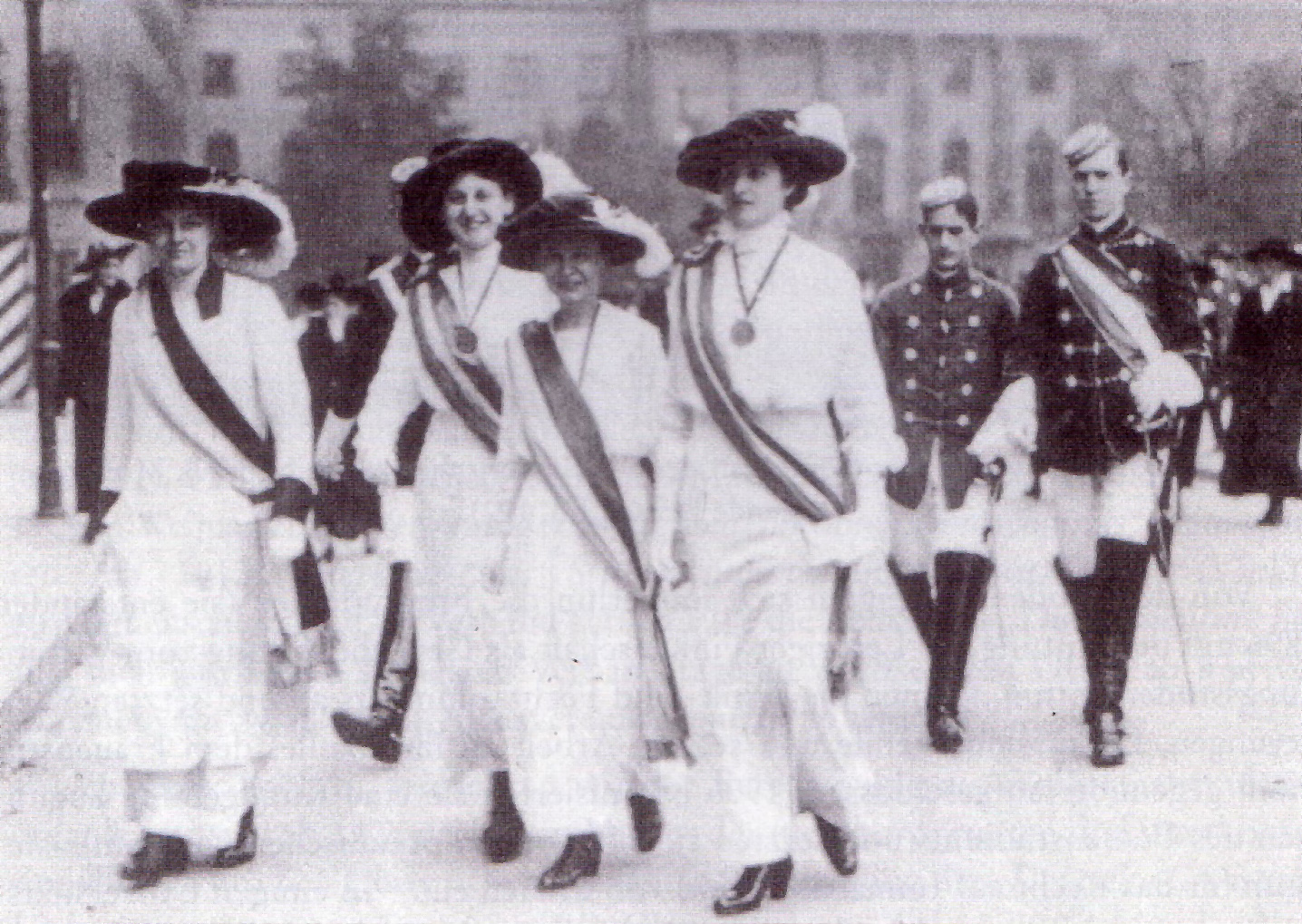
Berliner Studentinnen in Couleur (1916)

Damenverbindungen (auch Frauenverbindungen) sind Studentinnenverbindungen und Schülerinnenverbindungen, die ausschließlich Frauen aufnehmen. Damenverbindungen teilen mit den älteren rein männlichen Verbindungen das Lebensbund- und das Conventsprinzip und haben vielfach die äußerlichen Merkmale bestehender Verbindungen, wie Couleur und Comment, übernommen.

## Geschichte

### Die ersten Damenverbindungen

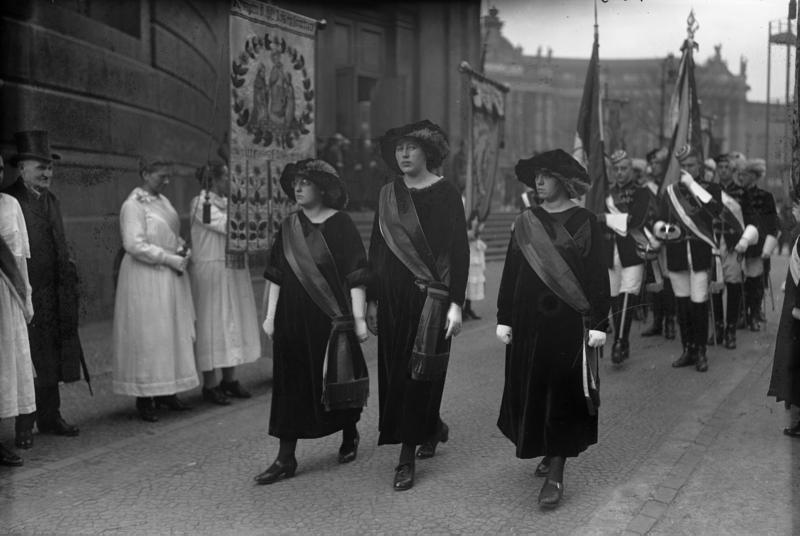
Chargierte einer Damenverbindung in Berlin (1928)

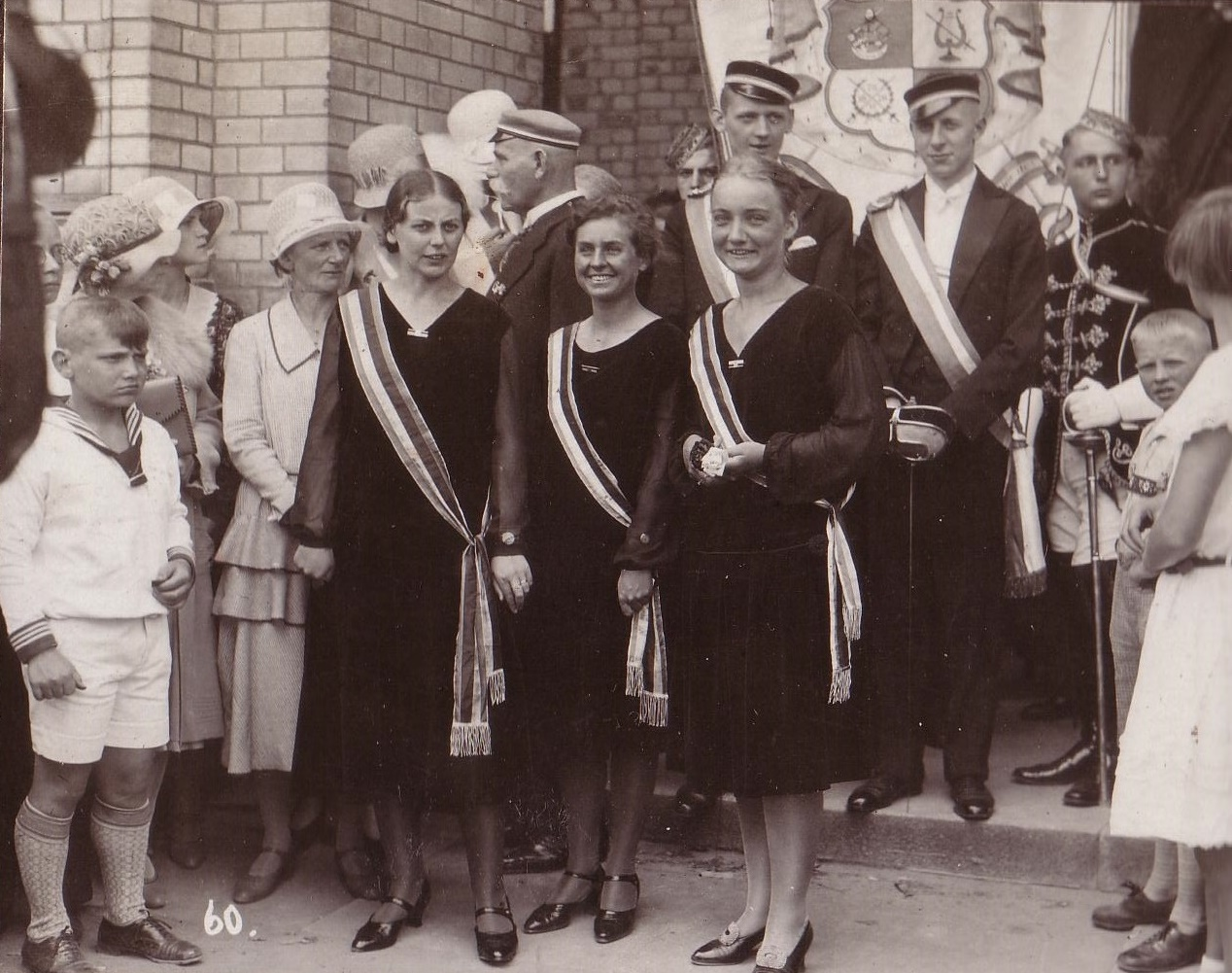
Chargierte des Bundes deutscher Studentinnen Regiomontana in Königsberg (1930)

Gegen Ende des 19. Jahrhunderts wurden die ersten Frauen regulär zum Studium an deutschen Universitäten zugelassen. In Baden geschah dies im Jahr 1900, in Preußen acht Jahre später. Von Beginn an bestand auch bei ihnen, wie auch zuvor bei ihren männlichen Kommilitonen, der Bedarf, sich in studentischen Gruppen zusammenzuschließen.
Noch bevor die ersten Frauen im Deutschen Kaiserreich und Österreich promovieren durften, hatten sich bereits an mehreren Hochschulorten sogenannte Damenverbindungen gegründet. Die erste war der 1899 in Bonn gegründete Club der Namenlosen. Dieser wandelte sich schließlich zum Verein Studierender Frauen Deutschlands Hilaritas im Verband der Studentinnenvereine Deutschlands. Diesem folgten weitere Neugründungen, z. B. der Christliche Studentinnenverein Freiburg im Verband der Studentinnenvereine Deutschlands im Jahre 1903, die Alt-Heidelbergerinnen (1903) oder der Katholische Studentinnenverein Herrad Freiburg im Breisgau kurz vor Kriegsbeginn 1914.
Diese neuen Frauenverbindungen übernahmen zum Teil das Regelwerk (Comment) der bestehenden Männerverbindungen und adaptierten deren Riten und Liedtexte. Bei der 100-Jahr-Feier der Friedrich-Wilhelms-Universität Berlin im Jahr 1910 chargierten Mitglieder von Damenverbindungen öffentlich bei einer Universitätsfeier. Allerdings durften sie nur repräsentieren und nicht mitfeiern, da „dies ihrer Weiblichkeit Abbruch täte“. Im Jahr 1927 bei der 400-Jahr-Feier der Marburger Universität durften sie bereits gleichberechtigt mitfeiern.
Bis zum Jahr 1933 existierten etwa 100 Verbindungen von Studentinnen. Mit der steigenden Anzahl kam es, wie auch zuvor auf männlicher Seite, zur Gründung von eigenen Korporationsverbänden und Verbindungsabkommen. Auf evangelischer Basis wurde 1904 die Deutsche Christliche Vereinigung Studierender Frauen gegründet (20 Vereine). Es folgten 1906 der Verband der Studentinnenvereine Deutschlands (7 Vereine), 1913 der Verband katholischer deutscher Studentinnenvereinigungen (VKDSt) (21 Vereine) und 1914 der Verband Deutscher Akademischer Frauen (VDAF) (9 Vereine). Später wurde der VKDst auf 27 Vereine erweitert. Ferner gab es auch sogenannte Katholische deutsche Studentinnenkorporationen.
Mit der steigenden Zahl von Studentinnen stiegen auch die Mitgliederzahlen der weiblichen Korporierten schnell an. So gab es während der Weimarer Republik sowie in der Ersten Republik in Österreich relativ weitaus mehr korporierte Frauen und in Verbindungen integrierte Studentinnen als heutzutage.
Den Geschlechterforscherinnen Diana Auth und Alexandra Kurth zufolge fühlten sich aber nur wenige Hochschülerinnen „von den Studentinnenvereinen in der Weimarer Republik angesprochen“. Ursächlich dafür waren die in dem tradierten Rollenverständnis verhafteten Damenverbindungen, während viele Studentinnen gerade neue Freiräume erkämpften. Ein Großteil von ihnen schloss sich „Freistudentenschaften“ oder politischen Studentenorganisationen an. Allerdings waren beispielsweise an der Universität Münster im Sommersemester 1915 fast zwei Drittel aller weiblichen Studenten in Studentinnenverbindungen organisiert. Insgesamt soll der Organisationsgrad in der Weimarer Zeit zwischen 6 Prozent (Berlin) und 15 bis 20 Prozent (Gesamtstudentinnenschaft im damaligen Deutschen Reich) gelegen haben.
In Flandern wurden weibliche Studenten an der Katholieke Universiteit Leuven erst ab 1920 zugelassen. Damenverbindungen waren in den Anfangsjahren verboten.
In Estland und Lettland gründeten sich Anfang des 20. Jahrhunderts ebenfalls Studentinnenverbindungen, die mehr oder weniger deutlich auf den mitteleuropäischen Traditionen der bereits existierenden Korporationen aufbauten.

### Der Niedergang 1933 bis 1938

Himmler-Erlass vom 20. Juni 1938

Jüdische Studentinnen wurden in der Zeit des Nationalsozialismus zwangsexmatrikuliert, unter ihnen auch die Mitglieder jüdischer Studentinnenverbindungen. Insgesamt hatte es im Juni 1932 noch neun Gruppierungen im Verband der Zionistischen Studentinnengruppen (ZiSt) mit 140 bis 150 „Chawerot“ gegeben.
Obwohl nach der nationalsozialistischen Ideologie die Berufstätigkeit von Frauen auch in akademischen Berufen nicht gewünscht war, waren in der Zeit des Nationalsozialismus im Deutschen Reich Frauen weiterhin an den Universitäten vertreten. Später, vor allem im Zweiten Weltkrieg, nahm ihre Zahl sogar zu, denn es wurde Ersatz für die im Krieg eingesetzten Männer gebraucht. Studentische Verbindungen für Frauen wurden aber aufgrund der Gleichschaltung nicht zugelassen. Mit dem Himmler-Erlass vom 20. Juni 1938 wurden die letzten bestehenden Studentenverbände verboten – darunter auch der Verband der katholischen deutschen Studentinnen-Vereine.
NS-Kameradschaften im Nationalsozialistischen Deutschen Studentenbund (NSDStB) gab es für Frauen nicht. Ihnen wurde aber die Mitgliedschaft in Organisationen wie der NS-Studentenkampfhilfe oder der Arbeitsgemeinschaft Nationalsozialistischer Studentinnen (ANSt) nahegelegt.

### Belgien
In Flandern wurde weiblichen Studenten während der Zwischenkriegszeit nur gestattet, in der Sozialpflege aktiv zu sein. Allerdings wurde 1941 in Leuven eine katholische farbentragende Studentenverbindung für Damen gegründet, der Vlaams Studenteninnenverbond voor Groot-Brussel. Sie wurde bald umbenannt zu Sint-Goedeleconvent. Diese Verbindung existiert ohne Unterbrechung bis heute und gehört zum Katholiek Studentencorps Brussel (1925), das dem Katholiek Vlaams Hoogstudenten Verbond angehört. Sie ist damit die älteste Damenverbindung Belgiens.

### Zeit nach dem Zweiten Weltkrieg
In Deutschland und Österreich waren nach dem Zweiten Weltkrieg durch die alliierten Militärregierungen zunächst alle studentischen Gemeinschaften verboten. Viele hatten der Gleichschaltung nicht genügend Widerstand entgegengesetzt, die alten Rituale und die an Uniformen erinnernden Chargiertenwichse lösten bei den Alliierten Skepsis aus. Diese wich jedoch nach und nach, die Korporationen wurden wieder zugelassen und begannen neu aufzuleben. Während die Verbindungen mit männlichen Mitgliedern ziemlich rasch wieder Fuß fassen konnten, gelang dies den Studentinnenverbindungen jedoch nicht. In Deutschland wurde im Jahr 1952 lediglich der VKDSt als Frauenverband wiederbegründet – später umbenannt in Bund katholischer deutscher Akademikerinnen (BkdA) unter völliger Aufgabe des Verbindungsprinzips. Nur wenige der etlichen vormals bestehenden Damenverbindungen konnten nach 1945 reaktiviert werden, aber auch diese hatten jeweils nur wenige Jahre Bestand. Beispielsweise reaktivierte im Wintersemester 1948/49 der Katholische Studentinnenverein Herrad zu Freiburg im Breisgau, der 1958 im 1956 gegründeten KDStV Heiland aufging und bis 1967 bestand. Insgesamt konnte sich keine einzige Vorkriegsverbindung in Deutschland dauerhaft rekonstituieren. Eine Neugründung (Virginitas Tübingen im KV) 1963 scheiterte schlussendlich. Erst 1987 gab es eine erfolgreiche Reaktivierung in Österreich.
In Flandern wurden nach dem Zweiten Weltkrieg 1949 in Gent und 1950 in Leuven Studentenvereine für Studentinnen gegründet, der Sint-Veerlekring und die Vereniging der Vlaamse Meisjesstudenten (VMS). Die VMS wurde 1952 umbenannt in Vlaamse Katholieke Meisjesstudenten (VKM). Diese Vereine organisierten religiöse, kulturelle, soziale und Sportveranstaltungen für Studentinnen.

### Das Jahr 1968
Ein Großteil der 68er-Studentinnen und Studenten sah in den Korporationen ein Relikt vergangener Zeiten und forderte die Umwandlung in Gemischte Studentenverbindungen und die Aufgabe des als rückwärtsgewandt betrachteten Brauchtums. Die meisten Korporationen lehnten das ab, da es das Ende jenes Vereinszwecks bedeutet hätte, dem sie sich verpflichtet fühlten, und zogen es vor, ihre teils jahrhundertealte Tradition beizubehalten und sich gegebenenfalls wegen Mitgliedermangels zu vertagen, sprich temporär aufzulösen.
Einige Korporationen kamen diesen Forderungen jedoch nach. So gibt es heute gemischte Korporationen, die ehemals als reine Männerbünde gegründet worden waren. Oftmals handelte es sich dabei um die Akademisch-Musikalischen Verbindungen (AMV) oder die Akademischen Turnvereine (ATV), bei denen ein gemeinsames weiteres Hobby neben dem Comment im Vordergrund stand und steht. Diese Verbindungen begannen meist Ende der 1960er, Anfang der 1970er-Jahre auch Studentinnen aufzunehmen, mussten dies aber meist in langwierigen Debatten gegen die anfänglichen Bedenken des jeweiligen Korporationsverbandes durchsetzen.
In Flandern wurde auf Grund dieser Entwicklung in den 60er-Jahren der Leuvener Damendachverband Vlaamse Katholieke Meisjesstudenten (VKM) bereits 1961 sistiert.

### Die Neugründungen ab 1975

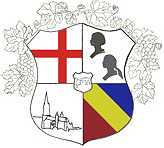
Wappen der AV Merzhausia

Infolge der 68er-Bewegung musste das Korporationswesen in Deutschland einen weitgehenden Bedeutungsverlust und Verlust seines allgemeinen Ansehens innerhalb der Studentenschaft hinnehmen. Verbindungsstudenten waren vielerorts ungern gesehen und wurden gemieden oder sogar beim Auftreten in Couleur von einigen Kommilitonen attackiert. Auch der Anteil der Frauen, die dem Verbindungsleben nahestanden, ging schlagartig zurück, und viele Damenzirkel (Zusammenschlüsse der Couleurdamen) mussten mangels Mitgliedern schließen.
Erst ab Mitte der 1970er-Jahre kam es zu Neugründungen von Damenverbindungen. Teilweise entstammten diese Studentinnen den verbliebenen Couleurdamen und Freundinnen von Korporierten, oftmals wurden sie jedoch regulär an den Unis „gekeilt“.
Die älteste Damenverbindung aus dieser Zeit ist die textile und technische Damenverbindung Ferra Floris zu Münchberg & Hof, die am 25. Mai 1976 in Münchberg publiziert wurde. Deren Gründung wurde durch die Männerverbindung, der T.V. Franko-Textoria zu Münchberg und Hof aktiv unterstützt. Erst ab Mitte der 1980er-Jahre stieg die Zahl weiblicher Korporierter, wenn auch langsam, wieder an. Dies geschah zum Teil in gemischten Verbindungen und teils in reinen Frauenverbindungen.
Die älteste heute noch aktive Damenverbindung gilt die Merzhausia zu Freiburg im Breisgau, gegründet am 14. Dezember 1982. Als noch aktive Damenverbindungen folgten ihr in 1985 die Lysistrata Berlin, 1986 die Laetitia Tübingen, 1987 die Nausikaa Heidelberg und die Badenia Palatina Mannheim, 1988 die Helenia Monasteria Münster und viele weitere. Seitdem kam jährlich mindestens eine Damenverbindung hinzu.
Parallel zu dieser Entwicklung gründeten sich seit Anfang der 1990er-Jahre Damenverbindungen, die reinen Männerverbindungen nahestanden und teilweise dasselbe Haus bewohnten. Ein Beispiel hierfür ist der Verein deutscher Studentinnen zu Freiburg (VDSti Freiburg), der eine kurze Zeit lang dem Freiburger Bund im Verband der Vereine Deutscher Studenten (VVDSt) nahestand. Dieses Experiment stieß jedoch von Seite des Kyffhäuserverbandes auf stärksten Widerstand und dieser Damenzirkel musste wenige Jahre später bereits suspendieren. Ähnliches geschah mit dem VDSt Darmstadt, welcher aus diesem Grund aus dem Kyffhäuserverband austrat. Auch kam es zur Entwicklung reiner Damenverbindungen innerhalb eines Dachverbandes, wie im katholischen Unitas-Verband (UV), oder zur Umwandlung einiger Männerbünde in gemischte Korporationen, unter anderem im Sondershäuser Verband oder im Schwarzburgbund. Auch einige verbandsfreie Korporationen in Deutschland begannen sich in gemischte Bünde umzuwandeln.
In den etablierten nicht-schlagenden katholischen Verbindungen in Österreich entstand ein langer Diskussionsprozess. Einige Korporationen öffneten sich für Frauen und wandelten sich zu gemischten Bünden. Darunter gab es auch solche, die auch ohne Aufnahme von Frauen über mehrere dutzend Aktive, zum Beispiel AV Austria Innsbruck (Beginn 1978, Versuch eingestellt 1982) oder KaV Norica Wien (um 1985), verfügten, sodass das Argument des Mitgliedermangels nicht ausschlaggebend sein konnte. Jedoch kehrten nach Problemen viele wieder zum ursprünglich reinen Männerbund zurück.
Vor allem der Österreichische Cartellverband (ÖCV) versuchte ab diesem Zeitpunkt die Strategie, die Gründung von neuen gemischten und reinen Damenverbindungen unter dem Patronat alteingesessener ÖCV-Verbindungen zu fördern. In der Folge entstanden dadurch beispielsweise die AV Claudiana Innsbruck, die Universitas Wien und weitere Korporationen, die sowohl Männern als auch Frauen offen standen und stehen. So wurden gemischte Verbindungen ermöglicht, ohne die eigenen Verbindungen verändern zu müssen. In den 1990er-Jahren wurde eine Diskussion über eine Vollintegration von Frauen in den ÖCV geführt, die laut einer Umfrage auch eine Mehrheit von fast 62 % innerhalb der Altherrenschaft fand, jedoch scheiterte der Versuch an den Stimmen der Aktiven wie auch der Frauen, die lieber einen eigenen, unabhängigen Dachverband gründen wollten, der zwar kleiner ist, dafür aber protokollarisch auf Augenhöhe mit dem ÖCV steht.
In Flandern kam es zur vorsichtigen Gründung einzelner Damenverbindungen. In Leuven wurden Status Nascendi Leuven (1981–1984), Aphrodite Leuven (1986), Ad Libitum Leuven (1986–2001) und Vader Brugse Leuven (1989–2001) gegründet. Sie gehörten keinem Dachverband an.

## Heutige Situation
Entgegen der weit verbreiteten Meinung, Korporationen würden fast ausschließlich Männer aufnehmen und Frauen ausschließen, gibt es in Österreich und Deutschland bereits Dutzende sowohl gemischte als auch rein weibliche Verbindungen. Jährlich kommen Neugründungen hinzu, allerdings sind Frauen immer noch stark unterrepräsentiert.
Das jahrzehntelange Fehlen der Damenkorporationen begründet sich lediglich in ihrem Niedergang 1933 oder 1938 und der Unlust junger Frauen nach dem Krieg, diese wiederzuerrichten, vor allem nach den gesellschaftlichen Umwälzungen von 1968. Auch zogen es viele Frauen vor, einfach nur Couleurdame zu sein, wo keine Verpflichtungen bestanden.
Seit 1989 tauschen sich die heutigen Damenverbindungen beim internationalen Damenverbindungstreffen (DVT) aus, das alljährlich an einem anderen Hochschulort stattfindet. An diesen nehmen jedes Jahr circa 40 bis 60 Mitglieder von Damenverbindungen teil, so zum 24. Mal 2013 in Würzburg, 2014 in Dresden, 2018 in Rostock, 2019 in Clausthal, 2022 in Münster, 2023 in Marburg und zum 33. Mal mit über 70 Teilnehmerinnen 2024 in Schweinfurt. Im Jahr 2024 gab es schließlich eine Kontroverse darum, ob vier deutschnationale „Mädelschaften“ aus Österreich (drei in Wien, eine in Linz) weiterhin an den DVT teilnehmen sollen.

### Deutschland
Mittlerweile haben sich die Damenverbindungen in Deutschland, wenn auch in geringerer Zahl als in der ersten Hälfte des 20. Jahrhunderts, wieder weitestgehend etabliert. Mehr als die Hälfte der deutschen Frauenverbindungen wurde nach dem Jahr 2000 gegründet, ein regelrechter „Gründungsboom“. Insgesamt gibt es heute (Stand:2024) wieder mehr als 55 aktive Damenverbindungen in Deutschland. Ihre Aktivitäten gleichen meist denen ihrer männlichen oder gemischten Pendants: Rituelle Kneipen und Kommerse, Partys, wissenschaftliche Vortragsabende, gemeinsame Theater- und Opernbesuche, Rhetorikkurse und Diskussionsrunden. Teilweise werden Beratungen für junge Studentinnen durchgeführt, sich in der Hochschülerschaft/Fachschaft engagiert (was manchmal Kritik linksalternativer Listen hervorruft) oder Nachhilfekurse angeboten. Die Kölner ADV Agrippinia bot beispielsweise chirurgische Nahtkurse für Medizinstudentinnen an.
Von Seiten der Männerverbindungen werden sie allerdings bis heute teilweise nicht als vollwertige Korporationen angesehen. Auch mangels Organisation des Großteils der Damenkorporationen in eigenen Dachverbänden kam es bislang noch nicht zu Gesprächen und Abkommen mit den Männerverbindungen. Einige Damenverbindungen sind Mitglied im Unitas-Verband (UV), jeweils eine im Schwarzburgbund (SB) und im Sondershäuser Verband (SV).
Am 16. September 2017 gründeten die Verbindungen ADV Bremensia Braunschweig, ADV Victoria Hannover, ADV Gratia Aurora Greifswald, ADV Helenia Monasteria Münster und ADV Concordia Feminarum zu Kiel das Norddeutsche Kartell weiblicher Korporationen (NdK).

### Österreich

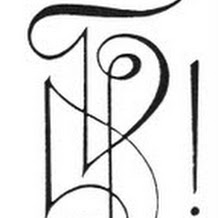
Zirkel des Vereins Grazer Studentinnen

Zurzeit gibt es auch in Österreich wieder etwa 30 Damenverbindungen. Von den Vorkriegsverbindungen wurde eine reaktiviert, der freiheitlich-liberal eingestellte Verein Grazer Hochschülerinnen (VGH) (1912 gegründet, 1987 reaktiviert; die älteste heute noch bestehende Damenverbindung im deutschen Sprachraum). Während die deutschen Frauenverbindungen eher konfessionsungebunden sind, dominieren in Österreich römisch-katholische oder ökumenische Damenbünde.
Es existieren seit Ende der 1980er oder Anfang der 1990er Jahre wieder christlich-orientierte Dachverbände für Damenverbindungen. Der Verband farbentragender Mädchen (VFM) für Mittelschülerinnen (11 Vereine) sowie die Vereinigung christlicher farbentragender Studentinnen in Österreich (VCS) für Studentinnen (8 Vereine). Es gibt auch einige Damenverbindungen im national-freiheitlichen Bereich, wie z. B. die Wiener akademische Mädelschaft Freya, die dem Wiener Korporationsring nahesteht. Daneben gibt es eine nationale, aber parteipolitisch unabhängige Damenverbindung, die Wiener akademische Mädelschaft Nike, welche es sich zum Ziel gesetzt hat, neben der traditionellen Wertepflege einen intellektuellen Diskurs in Form von Vorträgen und Diskussionsabenden zu pflegen. Überdies existieren unabhängige Damenverbindungen sowie Maturantinnenverbindungen, d. h. Verbindungen, die ab der letzten Klasse des Gymnasiums rezipieren, die Vollmitgliedschaft aber an die Matura knüpfen und sich dadurch auch auf Schülerinnen und Nichtakademikerinnen ausweiten, ohne den Hochschulcharakter zu verlieren.
Seitens der christlichen Verbände (Österreichischer Cartellverband/ÖCV, Mittelschüler-Kartell-Verband/MKV, Akademischer Bund Katholisch-Österreichischer Landsmannschaften/KÖL) besteht seit dem Verbändeabkommen im Jahr 1993 eine vollständige Anerkennung der christlichen Damenverbindungen als vollwertige Korporationen. VFM und VCS gehören beide dem Europäischen Kartellverband (EKV) an und sind darin protokollarisch gleichgestellt. Weiters bestehen Abkommen zwischen ÖCV und VCS, KÖL und VCS, und auch die Schülerverbindungen MKV und VFM haben sich gegenseitig anerkannt. Vertreterinnen der VCS sind bei der Cartellversammlung des ÖCV eingeschränkt (Sitzrecht ohne Stimmrecht) zugelassen, die Bildungsakademien wurden de facto zusammengelegt. Gemeinsame Chargierfahrten, Kneipen und andere Veranstaltungen sind üblich.
In Österreich wird die Trennung zwischen christlich-katholischem und national-liberalem Lager wie bei den männlichen Korporationen sehr streng gehandhabt, Kontakte zwischen den beiden Lagern bestehen hier nicht. Die christlich orientierten Damenverbindungen treffen sich informell im Rahmen des Pennälertages des MKV mit diesem und den beiden anderen großen Männerbünden KÖL und ÖCV. Traditionell chargieren sie auch auf diesem Treffen aller Kooperationen des MKV. Offizielle Treffen sind die VCS- und VFM-Tage, wo sie unter sich sind.

### Schweiz
Der Schweizerische Studentenverein beschloss an der GV 1968 unter CP Urs Altermatt die Aufnahme von Frauen. Im Schw. StV existieren heute fünf Damensektionen. 1993 wurde die GV Penthesilea am Gymnasium Appenzell gegründet, 1998 folgte die GV Monte Pacis in Gossau SG und seit 2022 gehört auch die 1989 gegründete Adrasteia Sangallensis in St. Gallen dem Schw. StV an. Seit 1999 gibt es mit der AV Kybelia in St. Gallen die erste reine Frauenverbindung auf universitärer Ebene, die 2012 gegründete AV Filetia Turicensis in Zürich folgte als zweite reine Damensektion des Schw. StV auf universitärer Ebene und älteste Damenverbindung in Zürich.
Die bestehenden verbandsfreien Mittelschulverbindungen für Frauen sind die Licornia in Frauenfeld (1992), die Adrasteia Solodorensis an der Kantonsschule in Solothurn (1994–1999, Neugründung 2011), die Dido Schiers (1995) am Gymnasium EMS Schiers und die Asteria! an der Kantonsschule Schaffhausen (2020). Die universitären Damenverbindungen AV Auroria und die Hétaïra (beide Bern) sind ebenfalls verbandsfrei.

### Belgien
In Flandern vereinten sich 1996 einige Damenverbindungen in einem örtlichen Seniorenkonvent, dem Meisjesseniorenkonvent (MSK) (Fortuna Leuven, Aphrodite Leuven, Vader Mandel Leuven, Vader Canard Leuven, Verboden Vrucht Leuven, Vader Brugse Leuven, Ad Libitum Leuven, die Damensektionen der Hollandia Lovaniensis und des Katholiek Studentencorps Leuven, das Goedeleconvent). Am 9. November 1998 wurde den MSK vom Katholiek Vlaams Hoogstudenten Verbond anerkannt.

### Baltikum

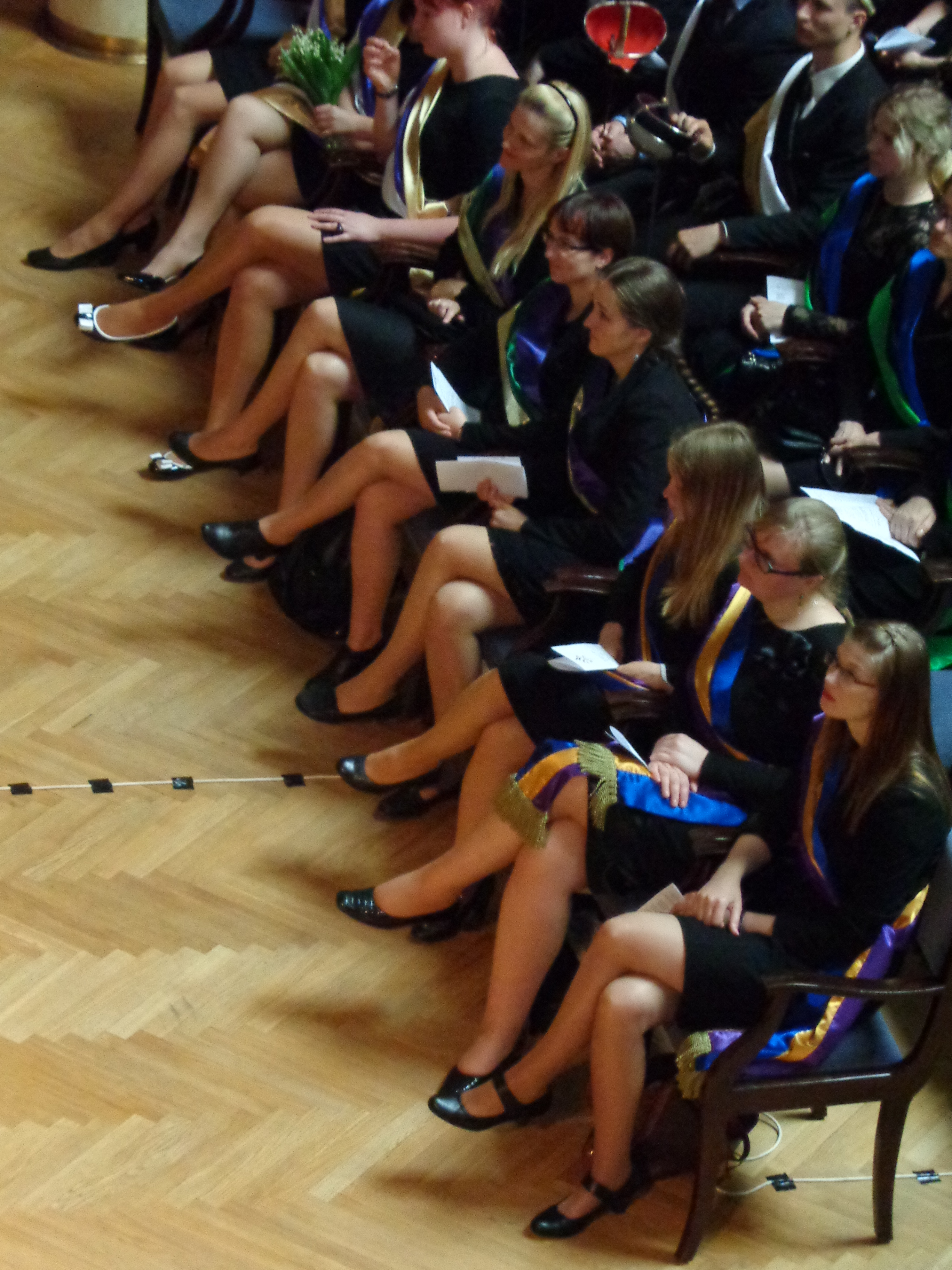
Korporierte Studentinnen der Universität Lettlands in Riga (2014)

In den Baltischen Staaten wurden Damenkorporationen in den 1920er-Jahren gegründet. In der Perestroika rekonstituierten sie. Derzeit gibt es in Estland (Tartu, Tallinn) fünf und in Lettland (Riga) dreizehn Frauenverbindungen.

### Chile
In Chile existieren drei Mädchenschaft genannte, deutschchilenische Damenverbindungen in den Städten Santiago de Chile, Concepción und Valdivia. Die älteste ist die Mädchenschaft Erika Michaelsen Koch, die 1969 in Santiago gegründet wurde. 1991 kam die Amankay in Valdivia hinzu, zuletzt die Viktoria (2004). Sie sind im Bund Chilenischer Mädchenschaften zusammengeschlossen.

## Rezeption
Die Forscherin Anne Mielke bewertete Damenverbindungen 2017 in ihrem vorläufigen Ergebnis als „Teil einer konservativen bürgerlichen Frauenbewegung“, deren Ziel es sei, die Chancen von Frauen möglichst zu fördern. Die meisten der Vereine in Deutschland seien „unpolitisch“. Weiter sei ihr eine rechte Damenverbindung bundesweit nicht bekannt.
Die Gießener Politikwissenschaftlerin Alexandra Kurth sieht die meisten Damenverbindungen als die „armen Schwestern“ der männlichen Vereine, da sie „selten Häuser oder das große Geld“ besitzen würden. Weiter würden sich in Österreich einzelne Frauenverbindungen in rechtsextremen Veröffentlichungen positionieren. Der AStA Mainz kritisiert dagegen den „Gründungsboom“ der Damenverbindungen, da sie „schlicht männliche Strukturen“ imitieren würden.

## Couleurdamen
Es gibt einen grundsätzlichen Unterschied zwischen sogenannten Couleurdamen und weiblichen Korporierten. Bei ersteren handelt es sich um die offiziellen weiblichen Gäste der Verbindung. Eine Couleurdame ist eine weibliche Begleitperson, die regelmäßig an Veranstaltungen einer Studentenverbindung teilnimmt, ohne selbst Mitglied der Verbindung zu sein. Traditionell handelt es sich dabei um Freundinnen, Ehefrauen, Schwestern oder Töchtern von Verbindungsmitgliedern. Untereinander konnte dies heutzutage oftmals auch zu einem mehr oder weniger lockeren Zusammenschluss dieser Couleurdamen führen.

### Einbindung in das Verbindungsleben
Couleurdamen werden oft als „unsere Damen“ zu offiziellen Veranstaltungen wie Kommersen, Bällen oder Stiftungsfesten eingeladen. Diese Formulierung betont die enge, jedoch informelle Zugehörigkeit zur Verbindung. Die Einladung erfolgt in der Regel persönlich durch ein aktives Mitglied, das die Dame der Verbindung vorstellt. Historisch war es üblich, dass der einladende Verbindungsstudent einen formlosen Antrag beim Convent stellte, um die Dame offiziell als Couleurdame zu akkreditieren.
Historisch gesehen musste eine junge Dame (in der Praxis oftmals Kommilitonin) von einer Verbindung akkreditiert sein, um regelmäßig Veranstaltungen von Korporationen besuchen zu können. Zu diesem Zwecke musste bis zur Umstrukturierung der Verbindungen Anfang der 70er, die einherging mit der Modernisierung der Hochschulen, ein Verbindungsstudent (= Aktiver) seine Freundin/Begleiterin zunächst offiziell bei seiner Verbindung einführen. In der Praxis bedeutete dies: Der Student musste für seinen weiblichen Gast vorweg einen formlosen Antrag bei seinem Convent (Versammlung der Aktiven) stellen. Hierbei musste er den Nachweis erbringen, dass es sich bei dieser jungen Dame um eine „untadelige und geachtete Person handelt...“. Nach Möglichkeit sollte diese aus dem Bildungsbürgertum stammen. Man wollte somit gewährleisten, dass innerhalb einer Verbindung auch seitens der jungen weiblichen Gäste ein ähnlicher Intellekt und ähnliche Wertvorstellungen vorhanden waren wie bei den jungen Studenten. Das übergeordnete Ziel war Harmonie unter Gleichgebildeten und Gleichgesinnten.
Von weiblichen, intellektuellen Begleitungen mit Schleifen profitieren Männerbünde bis heute. Als Zeichen der Zusammengehörigkeit zu einem Partner, einem Vater oder einem langjährigen Freund kann eine Schleife der Dame verliehen werden. Diese Dame hat sich dadurch, dass sie eine einzelne Person, die in dem Bund Mitglied ist begleitet und unterstützt hat, sich verdient gemacht. Mancherorts wird von dieser Dame zu der persönlichen Beziehung zusätzlich ein „verdient gemacht haben“ um den gesamten Bund verlangt. Dies ist in einem männerdominierten Umfeld, in dem sie keine Chargen übernehmen kann, bei einer gewissenhaften Arbeit der Aktivitas kaum möglich. Couleurdamen sind keine offiziellen Mitglieder der Verbindung und besitzen daher kein Stimmrecht oder die Möglichkeit, Ämter zu übernehmen. Ihre Rolle ist rein begleitend und basiert auf persönlichen Beziehungen zu Mitgliedern. Im Gegensatz dazu sind Verbindungsstudentinnen vollwertige Mitglieder ihrer jeweiligen Verbindungen mit entsprechenden Rechten und Pflichten. Im Gegensatz zu Konkeipanten (männliche Sonderstellung mit Schleife und Stimmrechten) hängt an der Schleife kein Stimmrecht innerhalb des Bundes.
Historische Entwicklung
Vor 1968 hatten die allermeisten Verbindungen fix organisierte Couleurdamenzirkel, die eigene Veranstaltungen im Semester („Damenrevanche“) durchführten und teilweise sogar eigene Vorstände (Seniora, Conseniora) sowie ein von der eigentlichen Verbindung gestelltes (geringes) Budget verfügten, ohne selbst jedoch Mitglieder zu sein. Seit den 70ern sind die meisten derartigen Zirkel erloschen. Heutzutage gibt es den Begriff der „Couleurdame“ im traditionellen Sinne kaum noch und wenn, dann meist nicht organisiert und nur lose mit „ihrer“ Verbindung verbunden.
Sehr viele Kommilitoninnen ziehen es vor, nicht in eine Studentinnenkorporation einzutreten. Als Argument gelten die vielen zusätzlichen Verpflichtungen und der ohnehin fast uneingeschränkte Zugang zu Veranstaltungen einer akademischen Verbindung.
Rolle im modernen Verbindungswesen
Eine Rivalität zwischen Freundinnen, die auf Buden mitkommen und mit der Zeit zu Couleurdamen werden, die Bude also immer wieder beehren, und weiblichen Korporierten ist nicht festzustellen, da die strukturelle Stellung der Coleurdame ihr kaum eine Stimme ermöglicht. Ihr wird eine deutlich organisierte bei den Männerbünden anerkanntere Gruppe der Damen gegenüber gestellt. Beide Gruppen haben einen anderen Zugang zum Ganzen, treten aber nicht in Konflikt, teilweise treten nach einiger Zeit Couleurdamen den Damenverbindungen bei, da sie mit dem Komplex „Verbindung“ nun vertraut gemacht wurden und einen Einblick erhalten haben. In der heutigen Zeit ziehen es viele Frauen mit korporativen Ambitionen vor, einer Damenverbindung oder einer gemischten Verbindung beizutreten, um als gleichberechtigte Mitglieder am Verbindungsleben teilzunehmen. Die Rolle der Couleurdame bleibt jedoch als traditionelle Form der Teilnahme erhalten, insbesondere bei Veranstaltungen, die auf die Pflege von Traditionen und sozialen Netzwerken ausgerichtet sind.
Differenzierung zu anderen weiblichen Teilnehmerinnen
Neben Couleurdamen nehmen auch andere Frauen an Verbindungsveranstaltungen teil:
- Couleurdamen anderer Verbindungen: Frauen, die als Begleitpersonen von Mitgliedern anderer Verbindungen auftreten.
- Studentinnen: Weibliche Studierende, die ohne direkte Verbindung zu einem Mitglied an Veranstaltungen teilnehmen.
- Verbindungsstudentinnen: Mitglieder von Damenverbindungen oder gemischten Verbindungen, die in voller Couleur erscheinen und als gleichberechtigte Mitglieder mit Stimmrecht und Ämterbefugnis agieren.

Auch existieren mittlerweile manchmal „Freundeskreise“ der Damenverbindungen, die so genannte „Couleurherren“ als männliches Pendant zu den Couleurdamen.

## Brauchtum und Experimentation bei Damenverbindungen

### Weibliche Liedtexte
Eine der ersten Anpassungen des korporierten Brauchtums an weibliche Bedürfnisse betraf die alten Studentenlieder, da diese auf den Gebrauch durch männliche Studenten abgestimmt waren.
Aus Strophen wie „hört ich sing das Lied der Lieder, hört es meine Bundesbrüder“ wurde etwa „hört ich sing das Lied der Lieder, hört, ich sing es immer wieder“, alten Studentenliedern wie „Gaudeamus Igitur“ wurden neue, feminine Versionen gegenübergestellt wie zum Beispiel „Gaudeamus Igitur, virgines dum sumus“ in der 1. oder aus weiblicher Sicht verfasste Zeilen wie „Vivant omnes iuvenes, nobiles, studiosi!“ (anstelle: „Vivant omnes virgines, faciles, formosae!“) in der 5. Strophe.
Allerdings blieb ein Großteil der Liedtexte unangetastet, teilweise ist bis heute eine Adaptation nicht gelungen. Viele Lieder werden demnach auch in der männlichen Version von den Damenverbindungen gesungen, z. B. „O alte Burschenherrlichkeit“.

### Geschlechtergerechter Comment
Die Studentinnenverbindungen standen und stehen vor dem Problem, dass viele der Traditionen mit dem Ausbringen von Toasts und Dankesreden zu tun hatten. Dies wurde teilweise auf weibliche Art gelöst, indem eben mit Sekt oder Wein zugeprostet wird (was den Damenverbindungen seitens linker Organisationen den Vorwurf einbrachte, alte Geschlechterklischees zu bedienen). Andere Damenverbindungen (vor allem die österreichischen) stoßen hingegen mit Bier oder Radler, an (was diesen Verbindungen den Vorwurf einbrachte, den Männern gedankenlos alles nachzumachen und keine eigenen Formen zu entwickeln).
Damenverbindungen stehen in der Tat vor dem Problem, wie viel Brauchtum übernommen werden soll. Einerseits müssen grundlegende Dinge wie Mütze, Band, Liedgut, Comment übernommen werden, da sie ja sonst keine Korporationen wären, andererseits würde sie bei totaler Übernahme nichts von den männlichen Korporationen unterscheiden, sie wären somit gar keine „Damen“verbindungen, sondern bloße Abziehbilder männlicher Korporationen.
Viele Damenverbindungen haben dies dadurch gelöst, dass die grundlegenden Dinge übernommen wurden, die Feinheiten jedoch abgeändert wurden. So werden Zusammenkünfte meist formloser gestaltet, Receptionen teilweise im weniger förmlichen Rahmen vollzogen. Aufnahmezeremonien werden teilweise lockerer und nicht ganz bierernst durchgeführt, Commentverstöße nicht geahndet, das Stärken als Unsitte abgelehnt.

### Feminines Chargieren

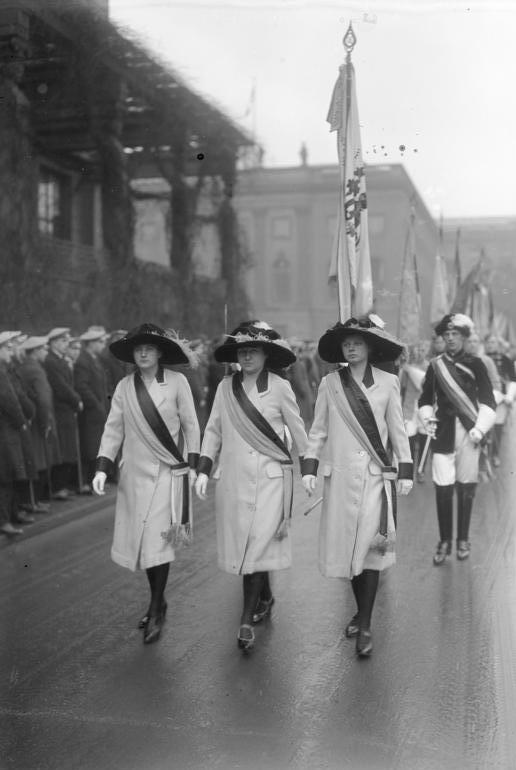
Chargierte einer Berliner Studentinnenverbindung bei der Reichsgründungsfeier der Studentenschaft 1932

Nur wenige Studentinnenverbindungen verwenden Chargierfläuse, nur wenige Schläger zum Chargieren. Meist werden schwarze Damensakkos oder Abendkleider mit Farbenschärpe getragen, einige wenige chargieren jedoch tatsächlich in vollem Wichs mit Fahne. Meist wird als Salut und beim Zuprosten freundlich genickt. Statt mit Schlägern wird teilweise mit Rosen oder Schlüsseln (z. B. A.V. Aurora Innsbruck) chargiert.
Bei Kommersen etablierter männlicher christlicher Verbindungen in Österreich werden sie bei Einzug und Auszug der Chargierten wie die anderen Korporationen behandelt: Nach Datum der Gründung und nach Nähe ihres Dachverbandes oder ihrer Prinzipien (bei verbandsfreien) zu denen der gastgebenden Verbindung. Studentinnenverbindungen werden protokollarisch wie Studentenverbindungen gehandhabt, weder benachteiligt noch bevorzugt.
Abgesehen davon war es in Österreich bei den katholischen Verbindungen schon sehr früh üblich, Frauen uneingeschränkt mitkneipen zu lassen, „Sine fem“-Kneipen sind bei christlichen Verbindungen in Österreich ausgesprochen ungewöhnlich. Da Frauen sowieso an der Kneiptafel traditionell mitsitzen, hat die Anwesenheit von Damenkorporationen den Ablauf dieser Feiern in keiner Form geändert, geschweige denn gestört.
In Deutschland ist die Anwesenheit an der Kneiptafel aber nach wie vor die Ausnahme.

### Neuartige Couleurartikel
Damenverbindungen verwenden vor allem die bekannten Couleurartikel der etablierten Verbindungen wie Bänder/Schleifen, Mützen, Zipfel und Farbnadeln, Bierseidel, zum Teil mit feministischen Parolen wie „Frau sein, frei sein!“ verziert. Hinzu kommen Schmuckstücke wie Ohrringe, Piercings, Broschen, Kettenanhänger oder Ringe in den Verbindungsfarben.

### Mensur
Nahezu alle Damenverbindungen sind nichtschlagend (siehe: Liste der Damenverbindungen). Zwar haben sich seit den frühen 2000er Jahren einige wenige Damenverbindungen als schlagend bezeichnet, doch handelt es sich bei diesen um vereinzelte Phänomene.
So bezeichnete sich die ADV Zenobia Leipzig im Dezember 2002 als fakultativ schlagend, allerdings hatten sie keine „Fechtausrüstung“, außerdem werde es keinen „richtigen Kampf gegen eine andere Damenverbindung, was man Mensur nennt“, geben, da es „außer uns“ „keine fakultativ schlagende Damenverbindung.“ gebe. Auch das Damencorps Amazonia Berlin bezeichnet sich zwar selbst als pflichtschlagend, allerdings ist diese Angabe mit Vorsicht zu genießen, da sie bisher keine einzige (nachweisbare) Mensur ausgerichtet hat. Auch die Mitglieder der Freien Damenverbindung Uburzia zu Kiel und in Bamberg haben sich nach eigenen Angaben eingepaukt. Und laut ihrem Internetauftritt soll sogar eine erste Damenpartie der transsexuellen Gründerin Mitte September 2019 stattgefunden haben. Als Stand 2024 einzige aktive Damenverbindung bezeichnet sich die Akademische Künstlerschaft Levia selbst als schlagend, genauer freischlagend, bezüglich olympischen als auch akademischen Fechtens.

### Chargen-, Eigen-, Fremdbezeichnungen
Meist sind die althergebrachten Chargenbezeichnungen in weiblicher Version in Gebrauch: Seniora (x), Conseniora (xx), Schriftführerin (xxx), Kassiererin (xxxx), Fuxmajora (FM).
Manchmal heißt die für jeweils ein Semester gewählte Repräsentantin nicht Seniora, sondern Präsidin oder Vorsitzende, ihre Stellvertreterin Vize-Präsidentin oder Stellvertretende Vorsitzende. Teilweise heißt die Schriftführerin auch Scriptora und die Kassiererin auch geschlechtsneutral Kassenwart. Auch bei der Fuxmajora gibt es Abweichungen wie Fuxmajorin, Fuxmagistra oder nur Magistra.
Ebenso ist in bestimmten Städten eine umgedrehte Chargenzeichenfolge üblich: xxx für die Seniora, xx für die Conseniora, x für die Schriftführerin.
Von 114 (Stand: März 2024) nach 1963 in Deutschland gegründeten Frauenkorporationen führen oder führten 81 das Wort „Damenverbindung“ im Namen. In Verlautbarungen dieser Verbindungen wird ebenfalls oft die Bezeichnung „Damenverbindung“ verwendet, das jährliche Treffen heißt dementsprechend „Damenverbindungstreffen“. Teilweise kam es aufgrund dieser beinahe ausschließlichen Bezeichnungsweise von weiblichen Studentenverbindungen zu Umbenennungen, so wie bei der ADV Bremensia zu Braunschweig, welche bis Februar 2022 noch Mädelschaft hieß. Berichte in Zeitungen oder Magazinen haben gleichfalls diese Schreibweise übernommen. In Österreich ist der Begriff innerhalb des Korporationswesens weitgehend nicht in Verwendung.
Von allen in Österreich nach 1970 gegründeten/aktiven Frauenverbindungen (34, Stand August 2009) führen oder führten 5 das Wort „Dame“ im Eigennamen (wobei dies bei zwei Korporationen aufgrund der Entwicklung aus einem Couleurdamenzirkel historisch bedingt ist), die meisten firmieren jedoch als „Studentinnenverbindung“ oder „Mittelschülerinnenverbindung“. In Verlautbarungen der Dachverbände VfM und VCS benennen die Mitglieder hier ihre Organisationsform ebenfalls durchwegs als „Studentinnenverbindung“. Kontakte zu deutschen Damenverbindungen bestehen hier selten, am DVT wird nicht teilgenommen.
Daneben existieren noch die Selbstbezeichnungen (Stand: 2024): Akademische Verbindung (AV, z. B. AV Merzhausia), Wissenschaftlicher Katholischer Studentenverein (WKStV, z. B. WKStV Unitas Elisabetha Thuringia), Akademische Musische Damenverbindung (AMDV, z. B. Akademische Musische Damenverbindung Caecilia zu Hamburg), Mädchenschaft (z. B. Mädchenschaft Loreley Düsseldorf), Weibliche Burschenschaft (WB, z. B. Weibliche Burschenschaft Münchusiana Karlsruhe), Frauenbund (z. B. Darmstädter Frauenbund Athena), Akademische Künstlerschaft (AK, z. B. Akademische Künstlerschaft Levia Gießen), Freie weibliche Studentenverbindung (z. B. FwStV, Freie weibliche Studentenverbindung Alethia Greifswald), Damencorps (z. B. Damencorps Amazonia Berlin) und Damengilde (z. B. Sudetendeutsche akademische Damengilde Edda).
Untereinander reden sich Angehörige der gleichen Damenkorporation normalerweise mit „Bundesschwester“ an. Bei VfM und VCS, die als Kartellverbände konzipiert und konstituiert sind, ist die Anrede „Kartellschwester“ für Mitglieder aus dem gleichen Verband üblich. Mitglieder des EKV werden als Kartellgeschwister (oder -brüder) bezeichnet, andere Korporierte je nach Situation als Farbenbrüder, Farbenschwestern oder Farbengeschwister.
Mittlerweile hat es sich auch bei etablierten EKV-Verbindungen durchgesetzt, nicht von „Kartellbrüdern“, sondern korrekt von „Kartellgeschwistern“ zu sprechen, da über den EKV sehr viele Kartellschwestern zur eigenen Verbandsfamilie dazugestoßen sind.

## Liste der Damenverbindungen
Stand 2024 sind 66 Damenverbindungen in Deutschland aktiv, weitere 58 Damenverbindungen in Deutschland sind suspendiert. In Deutschland ist nur eine Schülerinnenverbindung aktiv und 2 suspendiert.
In Österreich sind Stand 2024 17 Studentinnenverbindungen aktiv, weitere 3 sind suspendiert. In Österreich sind 19 Schülerinnenverbindungen aktiv und 5 suspendiert.